# Dietmanns

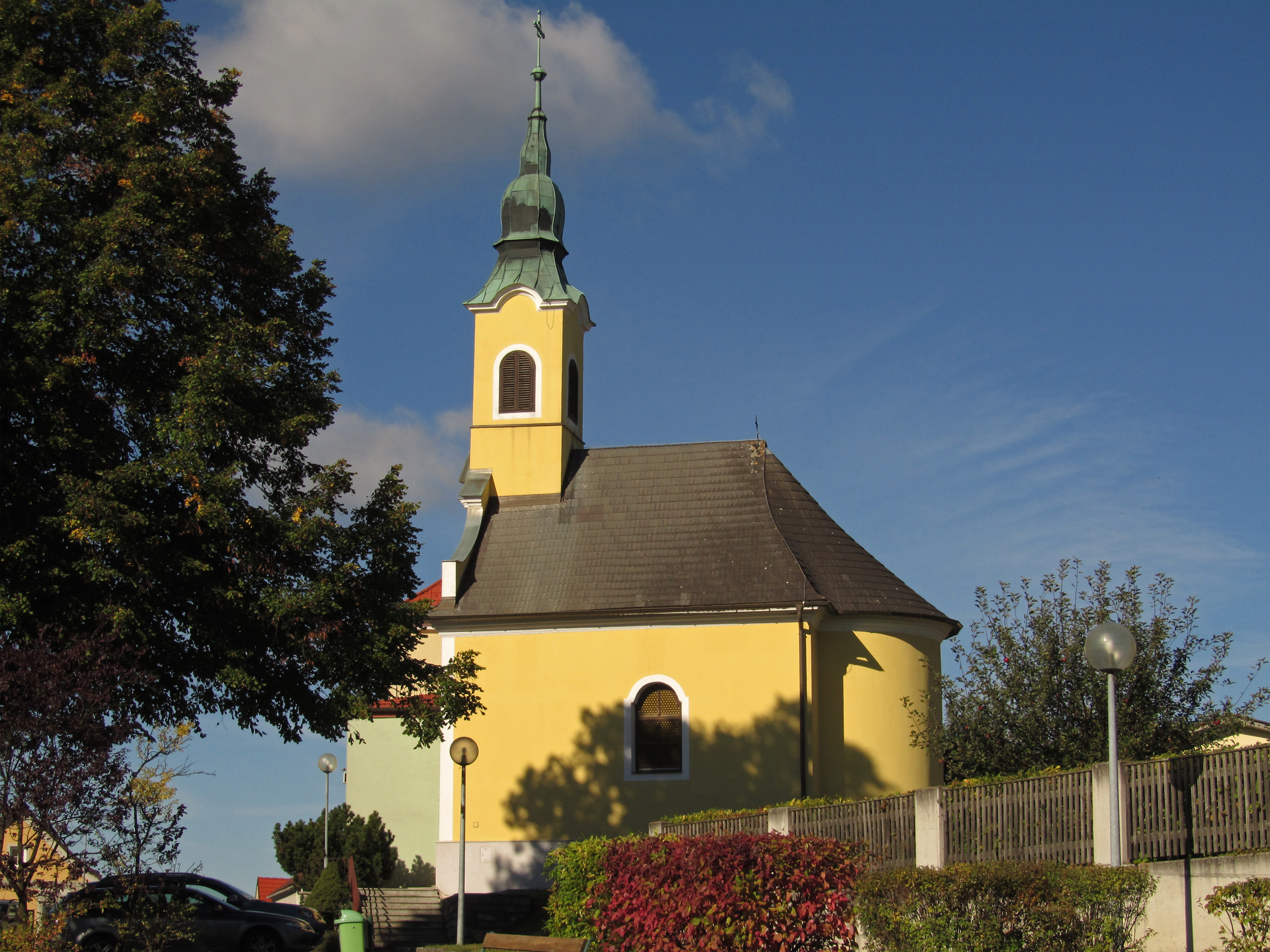
Nhà thờ Dietmanns

Dietmanns là một đô thị thuộc huyện Waidhofen an der Thaya trong bang Niederösterreich, Áo.